# Apatelodes taperinha
Apatelodes taperinha is een vlinder uit de familie van de Apatelodidae. De wetenschappelijke naam van de soort is, als Zanola taperinha, voor het eerst geldig gepubliceerd in 1922 door Paul Dognin.